# カーゴイタリア
カーゴイタリア（伊語：CargoItalia）はイタリアのミラノ・マルペンサ国際空港を本拠地とし、かつて存在した貨物航空会社である。

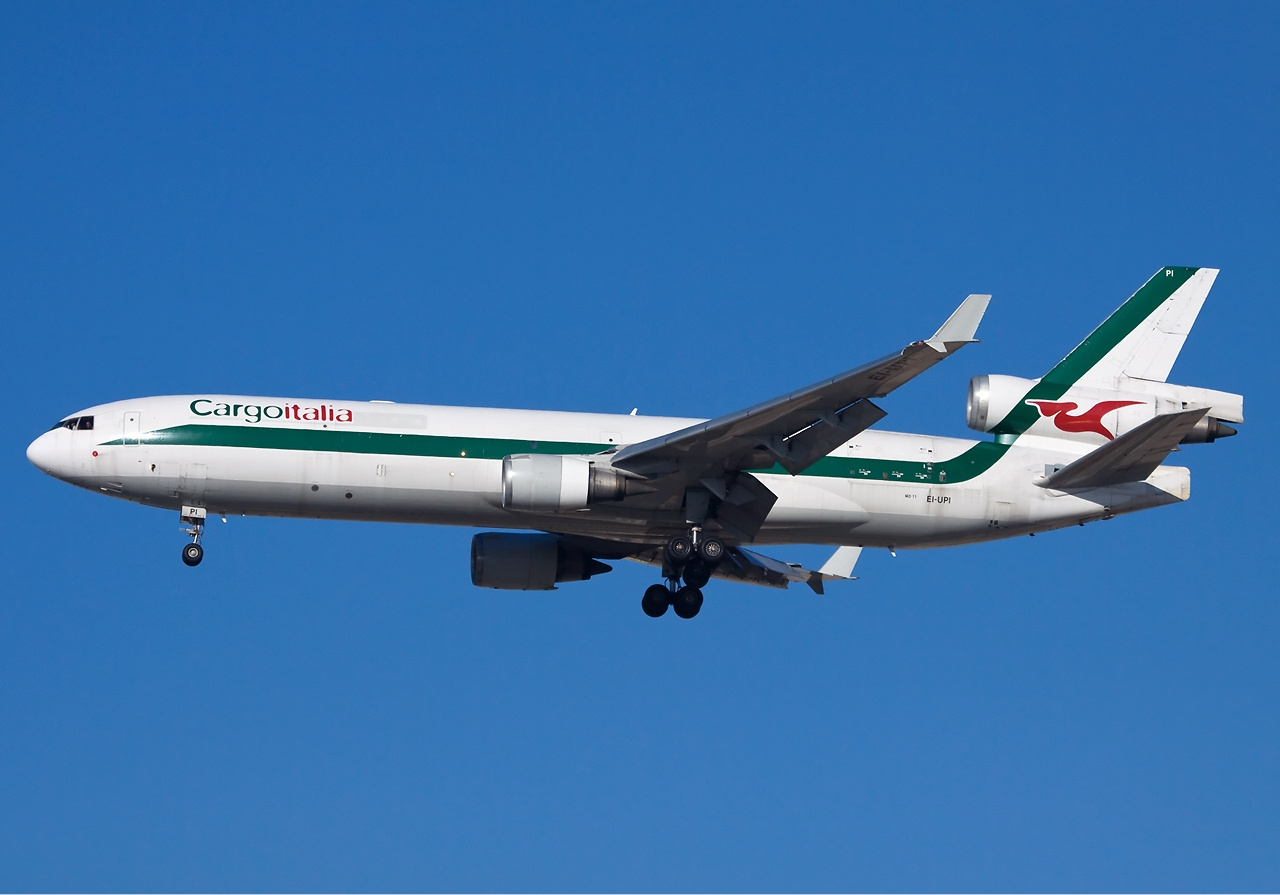
MD-11F

## 歴史
2008年12月、Alis Aerolinee Italianeは、カーゴイタリアを買収。 カーゴイタリアは以来、運行を単一のDC-10-30F貨物便に取り替えていて、スタッフの大部分を一時解雇。
2009年5月　1機のみで(マクドネルダグラスMD-11F)で操業を再開。
2011年12月21日　経営困難になり再び操業停止。

## 過去の路線
大阪・
上海・
ムンバイ・
ホーチミン・
アトランタ・
ダッカ・
ニューヨーク・
ドバイ・
シカゴ・
バルセロナ・
カイロ・
デリー・
ヒューストン・ 
ラゴス
モスクワ・
ミュンヘン・
チェンマイ

## 保有機材

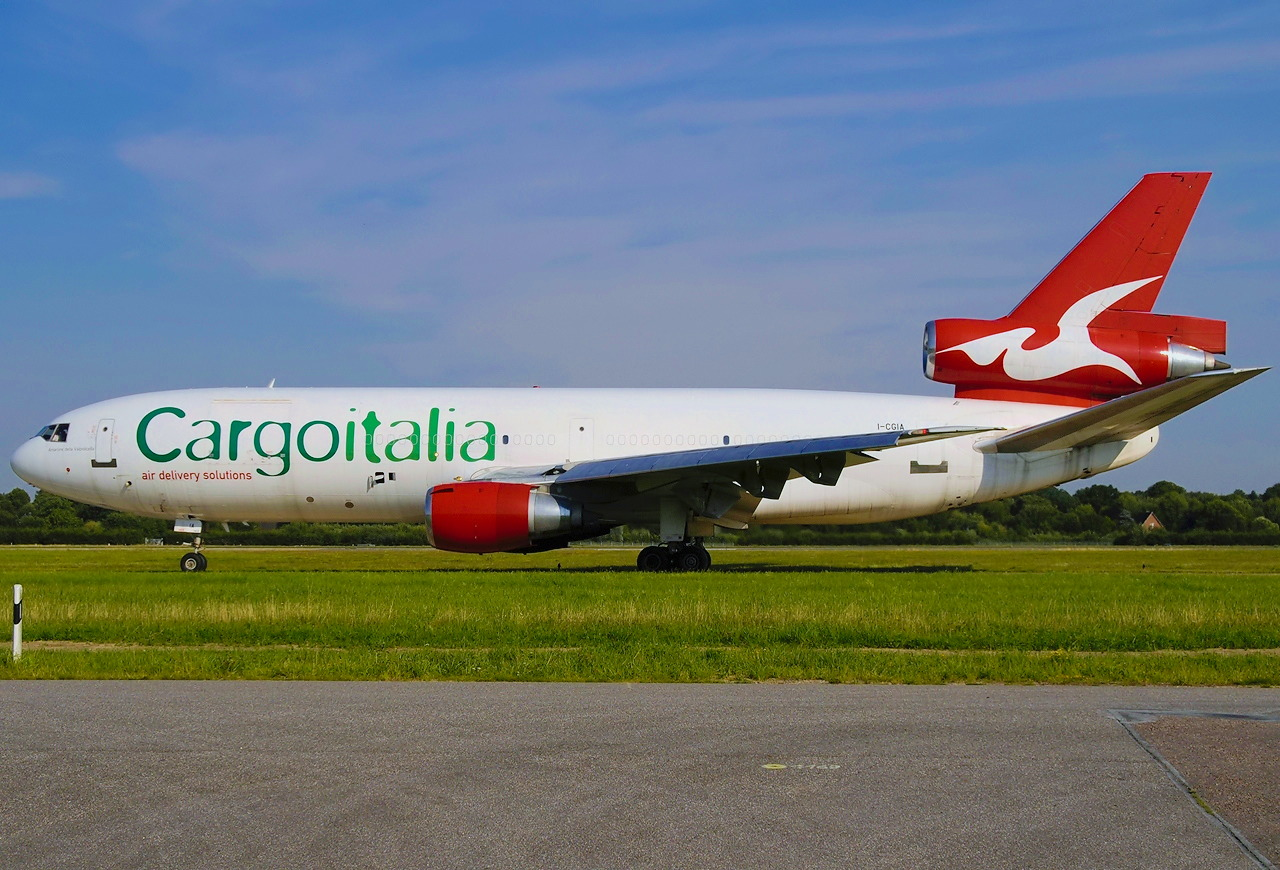
DC-10

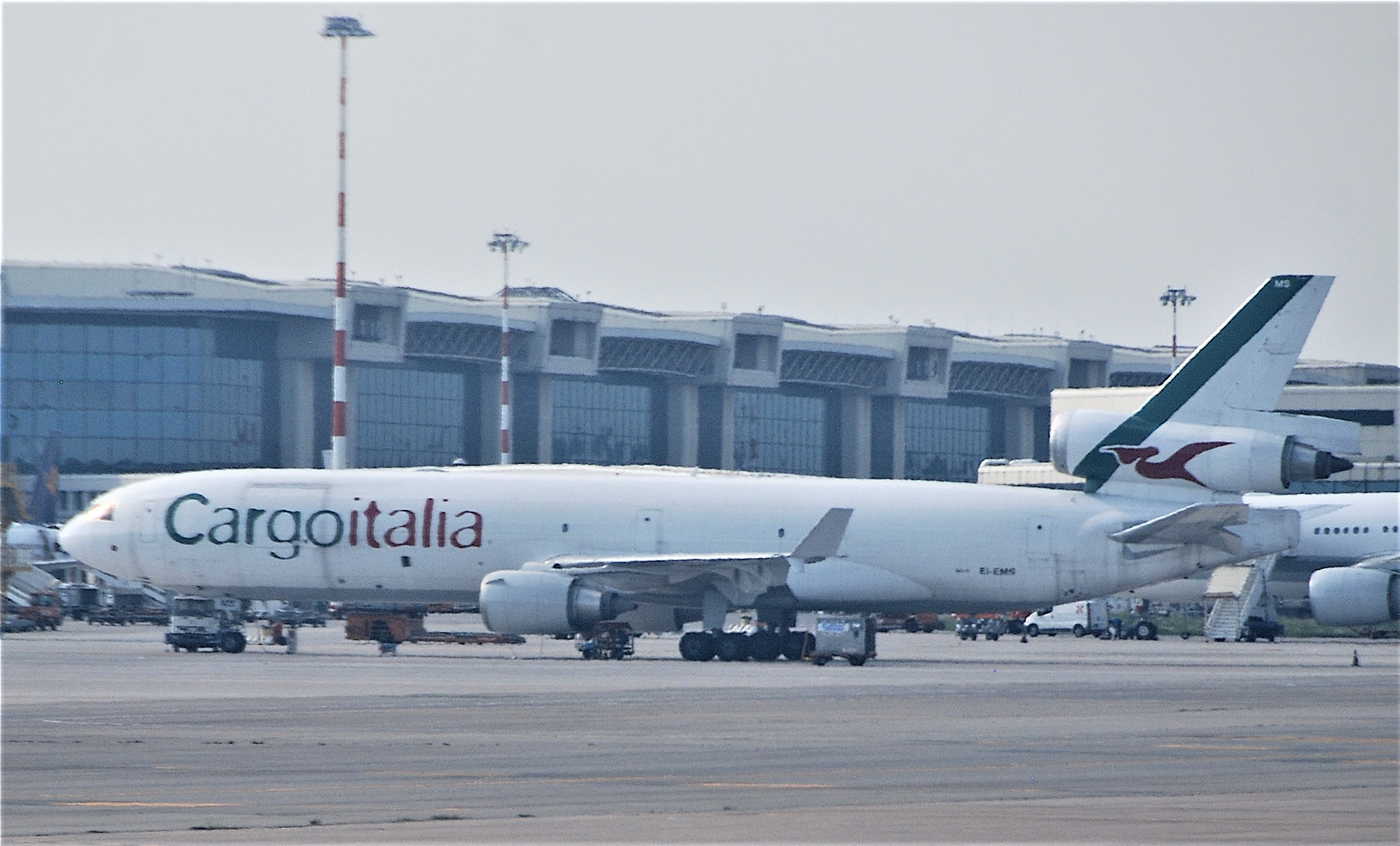
MD-11

- DC-10型機 1機
- MD-11型機 2機